# Wiesbach (Neumarkt-Sankt Veit)
Wiesbach ist eine Gemarkung im oberbayerischen Landkreis Mühldorf am Inn. Bis 1971 bestand die Gemeinde Wiesbach.
Die Gemarkung hat eine Fläche von etwa 885 Hektar und liegt vollständig im Stadtgebiet von Neumarkt-Sankt Veit. Auf der Gemarkung liegen die Gemeindeteile Altersberg, Frauenhaselbach, Großsteinberg, Kleinsteinberg, Künzen, Linden, Oberwiesbach, Reit, Stein und Unterwiesbach.

## Geschichte
Die Gemeinde Wiesbach entstand mit dem bayerischen Gemeindeedikt von 1818. Sie hatte 1964 ein Gemeindegebiet von 885,64 Hektar und die neun Gemeindeteile Altersberg, Frauenhaselbach, Künzen, Linden, Oberwiesbach, Reit, Stein, Steinberg und Unterwiesbach. Die Gemeinde wurde am 1. Januar 1972 nach Neumarkt-Sankt Veit eingemeindet.